# After Spring
After Spring (în traducere „După primăvară”) este un film documentar din 2016, regizat de Ellen Martinez și Steph Ching, care urmărește două familii de refugiați care trăiesc în Zaatari, cea mai mare tabără de refugiați sirieni.

## Context
Filmul a avut premiera mondială la Festivalul de Film Tribeca din 2016 și premiera internațională la Sheffield Doc/Fest. Este în mare parte în arabă și coreeană. Fonduri au fost strânse pe Kickstarter pentru producția filmului.

### Proiecții publice
În mai 2019, Sufra a găzduit o strângere de fonduri în sprijinul refugiaților sirieni, intitulată „Din Siria, cu dragoste”. Evenimentul a inclus o proiecție a filmului After Spring. Toți banii strânși au fost donați direct pentru a sprijini refugiații și solicitanții de azil.